# Roy Dupuis
Roy Joseph Michel Dupuis (ur. 21 kwietnia 1963 w New Liskeard) – kanadyjski aktor teatralny, telewizyjny i filmowy, powszechnie znany jako antyterrorysta Michael Samuelle, trener i opiekun tytułowej bohaterki z serialu Nikita (La Femme Nikita, 1997–2001), którego był także reżyserem (2001). Zagrał Maurice’a Richarda w Les Beaux Dimanches (1999) i wystąpił jako Roméo Dallaire w dramacie wojennym Podać rękę diabłu (Shake Hands with the Devil, 2007).

## Życiorys

### Wczesne lata
Urodził się w New Liskeard w Ontario. Mając trzy miesiące wychowywany był w Amos, w regionie Abitibi-Témiscamingue, w prowincji Quebec. W wieku jedenastu lat wraz z rodziną przeniósł się do Kapuskasing, gdzie po raz pierwszy poznał język angielski. Gdy miał czternaście lat, jego rodzice rozwiedli się. Wraz z jego matką Ryną, nauczycielką fortepianu, bratem Rodrickiem i siostrą Roxanne, przeniósł się do Sainte-Rose, na obrzeżach Montrealu, gdzie uczył się angielskiego.
Miał podjąć studia na kierunku fizyki lub psychologii, ale po obejrzeniu dramatu biograficznego Molier (Molière, 1978) przerzucił się na francuski kurs teatralny.

### Kariera
W 1986 roku ukończył L’École nationale de théâtre du Canada w Montrealu i rozpoczął karierę w teatrze. Pojawił się po raz pierwszy na małym ekranie w serialu Dziedzictwo (L’ Heritage, 1988), zanim zadebiutował na dużym ekranie we francuskim komediodramacie sci-fi W brzuchu smoka (Dans le ventre du dragon, 1989) z udziałem Davida La Haye. W nominowanym do Oscara dramacie Denysa Arcanda Jezus z Montrealu (Jésus de Montréal, 1989) pojawił się jako policjant. Za rolę Ovili Pronovosta w serialu Emilie (Les Filles de Caleb, 1990) został uhonorowany nagrodami: Fipa d’Or ’91 na Festiwalu Programów Audiowizualnych w Cannes, Gémeaux ’91 oraz Metrostar ’91 i ’92. W dramacie Będąc w domu z Claude (Being at Home with Claude, 1992) zagrał postać geja, który zamordował swojego kochanka Claude i próbuje wyjaśnić swoje motywy działania; film zdobył międzynarodowe uznanie i był oficjalnym reprezentantem Kanady na Festiwalu Filmowym w Cannes ’92. Rola Alexa O’Neila w Cap Tourmente (1993) przyniosła mu nominację do niemieckiej nagrody Genie.
Następnie wystąpił w dramacie kryminalnym Uwikłany (Entangled, 1993) u boku Pierce’a Brosnana, telewizyjnym dramacie CBS Milion dolarowe dzieci (Milion Dollar Babies, 1994) jako Oliva Dionne, ojciec pięcioraczków, komedii Rzut monetą (J’en suis!, 1997), komedii Łatwa forsa (Free Money, 1998) z udziałem Marlona Brando, Davida Arquette, Thomasa Hadena Churcha, Charliego Sheena, Martina Sheena, Miry Sorvino i Donalda Sutherlanda, dramacie Serafin: Serce kamienia (Séraphin: un homme et son péché, 2002), uhonorowanym nagrodą Oscara komediodramacie Inwazja barbarzyńców (Les Invasions barbares, 2003) z Marie-Josée Croze, dramacie Mechaniczne działo Moniki (Monica la mitraille, 2004). W 1996 roku wziął udział w reklamie dietetycznej Pepsi. Rola Alexandre Tourneura, który budzi się ze śpiączki długoterminowej w dramacie Okrutne wspomnienia (Mémoires affectives, 2004) przyniosła mu nagrodę Jutra w Montrealu i Genie. Za kreację legendarnego kanadyjskiego hokeisty, Maurice’a Richarda w biograficznym dramacie sportowym Maurice Richard: Rakieta (Maurice Richard, 2005) odebrał nagrodę na Międzynarodowym Festiwalu Filmowym w Tokio i nagrodę Genie.
Od 1994 roku jest związany z Céline Bonnier.

## Filmografia
- L' Héritage (1987–1990) jako pan Leduc
- Comment faire l’amour avec un nègre sans se fatiguer (1989) jako Pusher #2
- Jezus z Montrealu (Jésus de Montréal, 1989) jako policjant
- Dans le ventre du dragon (1989) jako Jean-Marie
- Le Marché du couple (1990)
- Les Filles de Caleb (1990) jako Ovila Pronovost
- Being at Home with Claude (1992) jako Yves
- Scoop (1992) jako Michel Gagne
- Cap Tourmente (1993) jako Alex O’Neil
- Uwikłany (Entangled, 1993) jako Max
- Blanche (1993) jako Ovila Pronovost
- Million Dollar Babies (1994) jako Oliva Dionne
- C'était le 12 du 12 et Chili avait les blues (1994) jako Pierre-Paul
- Tous pour un (1995) jako Maxime Morel
- Dark Eyes  (1995)
- Tajemnica Syriusza (Screamers, 1995) jako Becker
- Waiting for Michelangelo (1996) jako Thomas
- L' Homme idéal (1996) jako Christian
- Oddech świata (Aire libre, 1996) jako Aimé Bonpland
- Hemoglobina (Bleeders, 1997) jako John Strauss
- Nikita (La Femme Nikita, 1997–2001) jako Michael Samuelle
- J'en suis! (1997) jako Dominique Samson
- Łatwa forsa (Free Money, 1998) jako The Turk
- Maurice Richard: Histoire d'un Canadien (1999) jako Maurice Richard
- Séraphin: un homme et son péché (2002) jako Alexis Labranche
- Prawo pięści (Dernier chapitre: La Suite, Le, 2002) jako Ross Desbiens
- Inwazja barbarzyńców (Invasions barbares, Les, 2003) jako Gilles Levac
- To nie ja, to kto inny (C’est pas moi, c’est l’autre, 2004) jako Vincent Papineau / Claude Laurin
- Manners of Dying (2004) jako Kevin Barlow
- Jack Paradise (Les nuits de Montréal, 2004) jako Jack Paradise
- Okrutne wspomnienia (Mémoires affectives, 2004) jako Alexandre Tourneur
- Monica la mitraille (2004) jako Jerry
- États-Unis d’Albert, Les (2005) jako Jack Dekker
- Maurice Richard (2005) jako Maurice Richard
- Arytmetyka uczuć (Emotional Arithmetic) (2007) jako Benjamin Winters
- Podać rękę diabłu (Arytmetyka uczuć (Emotional Arithmetic), 2007) jako Roméo Dallaire
- Truffe (2008) jako Charles